# Zenón Nowosz
Zenón Nowosz (Varsovia, Polonia, 6 de febrero de 1944) es un atleta polaco retirado especializado en la prueba de 4 x 100 m, en la que consiguió ser campeón europeo en 1978.

## Carrera deportiva
En el Campeonato Europeo de Atletismo en Pista Cubierta de 1970 ganó la plata en los 60 metros, con un tiempo de 6.7 segundos, llegando a meta tras el soviético Valeriy Borzov  (oro con 6.6 segundos).
En el Campeonato Europeo de Atletismo de 1978 ganó la medalla de oro en los relevos de 4 x 100 metros, con un tiempo de 38.58 segundos, por delante de la Unión Soviética y Alemania del Este (bronce).